# とべないホタル
『とべないホタル』は、小沢昭巳によって執筆された童話作品シリーズのタイトル。また同シリーズ第1巻のタイトルでもある。全12巻。2019年1月時点でシリーズ累計発行部数は170万部を突破している。

## シリーズの来歴
1967年ごろ、富山県の小学校教師であった小沢が、「いじめをなくそう」と思い、学級新聞にホタルの童話を書いたのが始まり。しかし第1回となる物語の内容そのものにはいじめを示すような内容は登場しない。あくまでも「他とは違うホタル」の心情を描く事で「いじめられる子ども」の心情を暗喩させ、その心をイメージさせて自らが「いじめられる子ども」の気持ちや立場を理解できるようになることを目的とした物語として執筆されている。
そのため、この物語は小沢の勤務する小学校の中でのみ校内放送や教師による校内劇にして上演された。しかし発表当時はそれ以上のムーブメントにはならなかった。物語そのものも、やがて忘れられていった。
1987年ごろ、小沢は様々な学校での勤務の後、最初に当作を上演した小学校へ校長として戻ってくる事になる。その時、同校では再びいじめ問題が顕在化し、教師や保護者の間で問題となった。対策に頭を悩ませていた面々に、ある母親が「昔、校内放送でやったホタルの話を」との声が上がった。母親は小沢が一般教師として勤務していた頃に同じ小学校に通っていたOGであった。
その勧めもありクラスでこの話を聞かせると、子どもたちの様子が一変する。帰ってきた子どもたちは親に対してこの物語のことを話した。そのうち、親たちは「この物語を全校の児童に、もっとたくさんの子どもたちに」とPTAで小冊子を作ることを思い立つ。また、小学校の放送委員の児童たちによって、この物語を題材にした校内放送番組が制作された。この動きがマスコミに注目され、ハート出版が物語に注目。全国出版の動きが一気に加速され、1988年にシリーズ第1巻『とべないホタル』が出版・発売される。
その後、「いじめがなくなる童話」として注目され、1989年にNTT魚津局において物語朗読テープ放映のテレフォンサービスがスタート。1995年には『PIPI とべないホタル』というタイトルでアニメーション映画化された。また東京書籍の刊行している小学4年生向け道徳用副読本（教科書）にも掲載されている。全国学校図書館協議会選定図書指定作品。
また『PIPI とべないホタル』は声優養成所・CHK声優センターにて朗読・アフレコ用の教材として使用されている。これは同センターの上位組織にあたる芸能事務所であるオフィスCHKが、製作委員会のメンバーとしてこのアニメ作品の製作に携わった事に起因している。

## 原作の巻ごとのタイトルと主なテーマ
- 全てハート出版刊

1. とべないホタル
2. ホタルたちのふしぎな夜
3. 月見草のまつり
4. 月の船、星の林に
5. 月さんの歌
6. ホタルたちの見た夢
7. テントウムシたちの夜　阪神・淡路大震災が背景。
8. 森からのおたより　中学3年生の少女が共著。
9. 水辺のおやど　ナホトカ号重油流出事故が背景。
10. 星月夜の川べり　多発する青少年の自殺が背景の共著。
11. 銀色の森
12. 雨あがりの岸辺　完結編

## 原作あらすじ
サナギから羽化したホタルの兄弟たち。しかし、その中に生まれつき羽が歪んでしまったために、空を飛べなくなってしまったホタルがいた。兄弟たちは、とべないホタルにどう接していいかが解らず、彼を気にしながらも遠巻きに眺めるだけで近寄ろうともせず仲間はずれにしてしまう。
飛べる兄弟たちをうらやましく見上げ、仲間に入れない自分を悲しく思う、とべないホタル。その時、ホタルがりをしていた人間の子どもたちがやってくる。逃げ遅れたとべないホタル。その時にホタルの兄弟の一人がとった行動は……。

## アニメ版

### 劇場版アニメ

#### あらすじ
ホタルのピピは、生まれた時に羽根がちぢれていて、他のホタルのように上手に飛ぶことができません。そのため他のホタルたちにいじめられ、仲間になれないのではないかと悩んでいました。
でも、仲間のホタルたちは、ピピががんばる姿を見ていたのです。仲間が応援してくれていたことを知り、「ボクは、皆のように満足に飛べなくてもホタルなんだ」と自信をもちました。
やがてピピは、嵐で流された巣を後に、皆の先頭に立ち、ホタルが安心して住める場所を探して旅立つのです…。

#### スタッフ
- 製作:「PIPI とべないホタル」製作委員会

(日本コロムビア / 東京現像所 / オフィスCHK / サクセス・ロード / 虫プロダクション)
- 監督:中田新一
- 原作:小沢昭巳（ハート出版刊）
- 脚本:加藤宏美
- 音楽:キダ・タロー
- 絵コンテ・演出:奥脇雅晴
- キャラクターデザイン・作画監督:小野隆哉
- 美術監督:中村光毅
- 彩色設定:宝田ゆう子
- 撮影監督:諫川弘
- 編集:尾形治敏
- 録音:安藤邦男（アオイスタジオ）
- 音響監督:明田川進
- 音響効果:倉橋静男（サウンドボックス）
- 担当プロデューサー:森井俊行
- 主題歌:"Weaver of Love～ORIHIME" 松任谷由実（アルバム『KATHMANDU』より）
- アニメーション制作:虫プロダクション
- 配給協力:シネマ・クロッキオ、映画センター全国連絡会議

#### 声の出演
- ピピ：藤田淑子
- キラ：松本保典
- ユウ：岩田光央
- ショウ：山口勝平
- アイ：こおろぎさとみ
- ルル：井上喜久子
- ミミ：折笠愛
- ラン：荒木香恵
- 指揮アリ：藤原啓治
- アーリ：坂本千夏
- リーア：天神有海
- ゲンゴロウ（オス）：伊藤栄次
- ゲンゴロウ（メス）：雨蘭咲木子
- カマドウマ：こもだまさる
- 肥後誠
- 高橋広樹
- 岩崎恵美
- 石井麓
- クワガタ：久米明

友情出演
- 女王アリ：磯村みどり
- マキガイ：浜村淳

### 教育映画版
『勇気あるホタルととべないホタル』、1990年作品。17分。ナレーションは池田昌子。

#### スタッフ（教育映画）
- 原作：小沢昭巳[3]
- 企画・製作：八頭司享[3]
- プロデューサー：茂呂清一[3]
- 演出・脚本：西沢信孝[3]
- 音楽：クニ河内[3]
- 作画監督：角田紘一[3]
- 撮影監督：高橋基[3]
- 美術監督：襟立智子[3]
- 編集：西山茂[3]
- 音響効果：今野康之[3]
- 制作協力：東映アニメーション[3]、タバック[3]、東映ラボテック[3]、メルヘン社[3]、青二プロダクション[3]
- 制作：共和教育映画社[3]